# Капел (Мозел)
Капел (фр. Cappel) насеље је и општина у североисточној Француској у региону Лорена, у департману Мозел која припада префектури Форбаш.
По подацима из 2011. године у општини је живело 690 становника, а густина насељености је износила 115,58 становника/km². Општина се простире на површини од 5,97 km². Налази се на средњој надморској висини од 297 метара (максималној 301 m, а минималној 232 m).

## Демографија
| 1962. | 1968. | 1975. | 1982. | 1990. | 1999. | 2011. |
| ----- | ----- | ----- | ----- | ----- | ----- | ----- |
| 486   | 491   | 492   | 533   | 714   | 723   | 690   |

График промене броја становника у току последњих година